# Ampuminmaa
Ampuminmaa est une île de l'archipel finlandais à Naantali en Finlande.

## Géographie
La superficie de l'île d'Ampuminmaa est de 0,96 kilomètre carré. Ampuminmaa est située entre les îles d'Otava et de Saloluoto. L'île est allongée dans la direction nord-ouest-sud-est et sa longueur maximale est d'environ 2,5 kilomètres. Le point culminant de l'île est à environ 30 mètres d'altitude,.

## Transports
Ampuminmaa n'est pas accessible par la route.